# 東京都立玉川高等学校
東京都立玉川高等学校（とうきょうとりつ たまがわこうとうがっこう）は、かつて東京都世田谷区玉川一丁目にあった都立高等学校。校舎は2012年4月から2020年3月まで東京都公文書館の仮移転先として利用されていた。

## 概要
1955年に設立以降は、入学難易度も都立中上位クラスにあったが、学校群制度制定以降から、偏差値・進学実績等に関して都立高校の中でも振るわないようになっていった。
2008年に、砧工業高校と統合し東京都立世田谷総合高等学校となった。

## 歴史・沿革
- 1955年 - 開校
- 1969年 - 学生運動が活発になり、学生の一部により教室が占拠、封鎖が行われた[1]。
- 1978年 - 新校舎に移転
- 1995年 - 標準服導入
- 1999年 - 入学選抜方法の改善実施
- 2001年 - 入試改革実施（前後期分割募集･男女定員制緩和･他学区枠緩和･面接の導入）
- 2004年 - 創立50周年
- 2008年 - 閉校（3月1日）

## 設置課程
- 全日制
  - 普通科

## 最寄駅
- 東急田園都市線 二子玉川駅、東急大井町線 上野毛駅

## 学園祭
- 「柏祭」と呼ばれ、9月に行われていた。

## 著名な出身者
- 永井和之（中央大学学長）
- 熊谷俊哉（俳優）
- 加勢大周（元俳優）
- 速水もこみち（俳優）
- 野呂一生（カシオペアのギタリスト）
- 鈴木茂（はっぴいえんど、ティン・パン・アレーのギタリスト）
- ほしのあき（グラビアアイドル、タレント）
- SHIHO（モデル）
- 森田淳奈（桜っ子クラブ、タレント）
- 坪木菜果（グラビアアイドル、タレント）
- 森カンナ（女優、タレント）
- 荒井玉青（元女優）
- 山崎一夫（元UWFプロレスラー）
- 根占真伍（ロアッソ熊本サッカー選手）
- 柳家小ゑん（落語家）[2]